# Gare de Savennières - Béhuard
Gare de Savennières - Béhuard – przystanek kolejowy w Savennières, w departamencie Maine i Loara, w regionie Kraj Loary, we Francji.
Jest przystankiem kolejowym Société nationale des chemins de fer français (SNCF), obsługiwanym przez pociągi TER Pays de la Loire kursujące między Angers, Nantes i Cholet.